# Округ Хамлин (Јужна Дакота)
Округ Хамлин (енгл. Hamlin County) је округ у америчкој савезној држави Јужна Дакота.

## Демографија
По попису из 2010. године број становника је 5.903, што је 363 (6,6%) становника више него 2000. године.
| Група             | 2000.         | 2010.         |
| Белци             | 5.428 (98,0%) | 5.679 (96,2%) |
| Афроамериканци    | 7 (0,1%)      | 10 (0,2%)     |
| Азијати           | 10 (0,2%)     | 13 (0,2%)     |
| Хиспаноамериканци | 35 (0,6%)     | 149 (2,5%)    |
| Укупно            | 5.540         | 5.903         |